# 劉易斯·鮑威爾
小劉易斯·富蘭克林·鮑威爾（英語：Lewis Franklin Powell, Jr.，1907年9月19日—1998年8月25日），美國最高法院大法官、美國陸軍退役上校，曾參與第二次世界大戰。他在最高法院任職期間，以穩健的風度和純熟的技巧成功在多件重要案件中投下決定性一票。
鲍威尔的法理属保守派，然而他中立的判决使他成为了美国最有影响力的法官之一。